# Dasylirion serratifolium
Dasylirion serratifolium ist eine Pflanzenart der Gattung Dasylirion in der Familie der Spargelgewächse (Asparagaceae). Das Artepitheton serratifolium bedeutet ‚(lat. serratus gesägt, lat. folium Blatt, Blattseite) gesägte Blattseite‘. Ein englischer Trivialname ist „Maguey Cucharita“.

## Beschreibung
Dasylirion serratifolium bildet einen Stamm von 100 bis 200 cm Höhe, der manchmal an der Basis verzweigt ist. Die variablen, rauen, blauen bis grünen, gezähnten Laubblätter sind 50 bis 110 cm lang und 10 bis 30 mm breit. Die unregelmäßig angeordneten Randdornen sind nach oben gerichtet. Die Spitzen sind im Jugendstadium faserig.
Der rispige, holzige, schmale, rote bis purpurfarbene Blütenstand wird 2 bis 4 m hoch. Die zahlreichen Blüten sind cremefarben. Die Blühperiode reicht von Juni bis Juli.
Die eiförmigen Kapselfrüchte enthalten einen Samen und sind 6 bis 8 mm lang und 4 bis 5 mm breit. Die dreikantigen Samen sind 3 mm lang und 2 mm breit.

## Verbreitung und Systematik
Dasylirion serratifolium ist im südöstlichen Mexiko im Bundesstaat Oaxaca in Höhen von 1800 bis 2350 m verbreitet. Es wächst in ariden Regionen an steinigen Hängen und in buschigem Waldland, vergesellschaftet mit Yucca periculosa, Agave salmiana und Nolina-Arten.
Die Erstbeschreibung als Yucca serratifolia erfolgte 1830 durch Julius Hermann Schultes. Joseph Gerhard Zuccarini stellte die Art 1840 in die Gattung Dasylirion. Synonyme sind Roulinia seratifolia Brongn. und Dasylirion laxiflorum Baker.
Das seltene Dasylirion serratifolium ist ein Mitglied der Sektion Dasylirion. Charakteristisch sind die blauen bis grünen, rauen Blätter. Es ähnelt dem weiter nördlichen vorkommenden Dasylirion lucidum, jedoch sind Unterschiede in der Blüten- und Blattstruktur erkennbar.
Dasylirion serratifolium kann kurze Frostperioden bis minus 10 °C überstehen.

## Nachweise